# Макаровский, Михаил Аронович
Михаил Аронович Макаровский (18 мая 1893, село Александровка, Область Войска Донского — 27 сентября 1918, Азов) — российский революционер и общественный деятель, председатель первого Азовского Совета рабочих и солдатских депутатов.

## Биография
Михаил Макаровский родился в 1893 году в семье торговца. В 1911 году окончил Азовскую гимназию с золотой медалью. В 1916 году учился на библиотечных курсах Университета имени А. Л. Шанявского, был председателем совета старост университета. Затем отправился учиться на физико-математический факультет Петроградского университета, который окончил в 1917 году. Был человеком всесторонне образованным и уважаемым в Азове. Появился он в городе незадолго до Февральской революции 1917 года.
Был инициатором создания и первым председателем Азовского Совета рабочих и солдатских депутатов, членом комитета Азовской организации РСДРП, председательствовал в обществе «Народное просвещение», работал в библиотеке, был членом городской Управы и гласным Азовской Думы.
В 1917 году жил по ул. Московской, 33.
В мае 1917 года основал Азовский краеведческий музей (ныне Азовский историко-археологический и палеонтологический музей-заповедник).
27 сентября 1918 года был повешен в Азове карательным отрядом белоказачьего офицера Икаева.
Именем Михаила Макаровского названа одна из улиц города Азова.